# Antonio Sant'Elia
Antonio Sant'Elia (Como,  30 de abril de 1888-Monfalcone, 10 de octubre de 1916) fue un arquitecto y urbanista italiano. En 1914 publicó el Manifiesto de la arquitectura futurista.

## Biografía

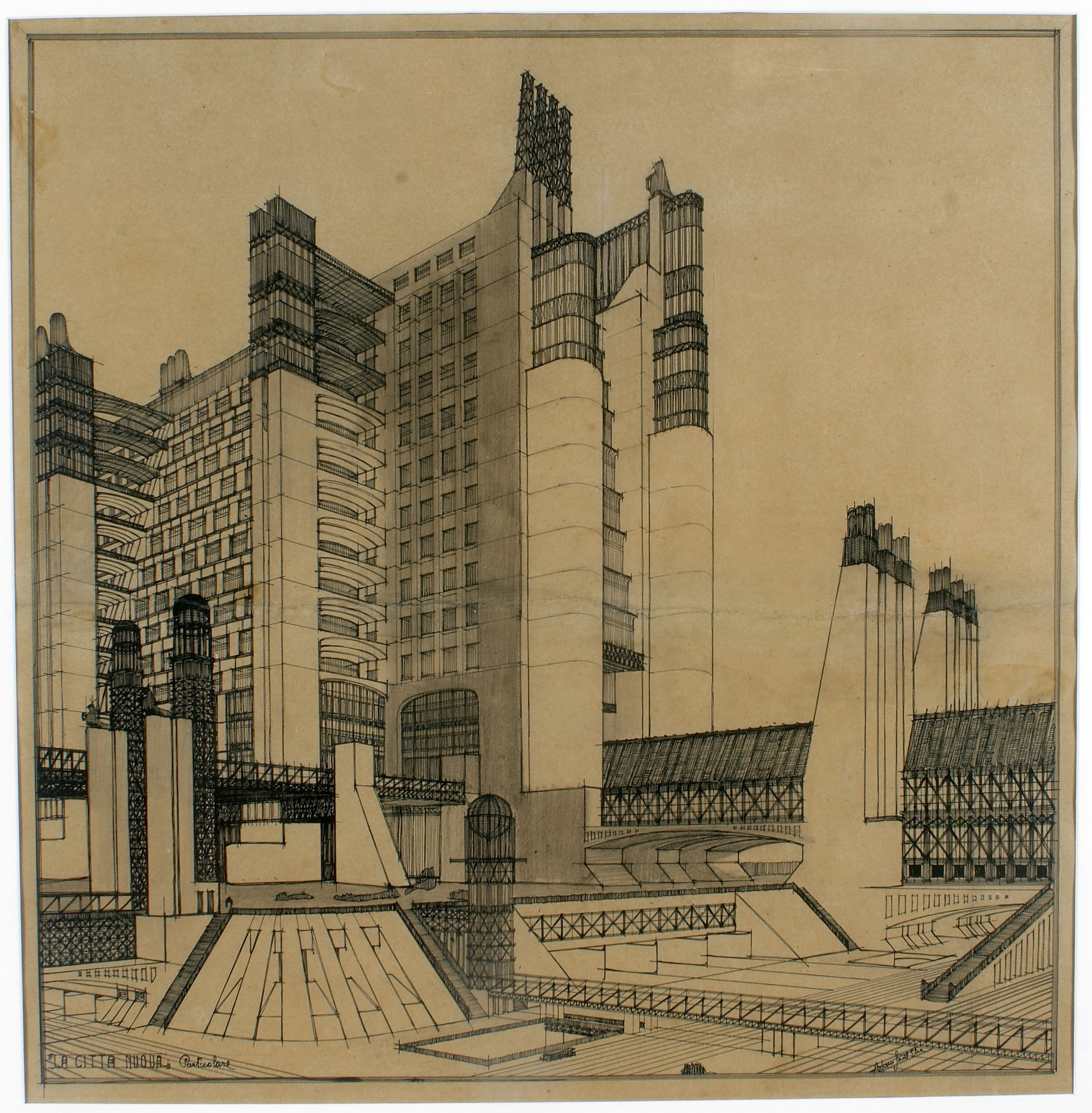
Diseño de edificio para la Città Nuova, 1914

Nació el 30 de abril de 1888 en la ciudad de Como, en la región italiana de Lombardía, hijo de Luigi Sant'Elia y Cristina Panzillo. En 1905 se tituló como capomastro (maestro constructor), en su ciudad natal, y al año siguiente finalizó la "Escuela de Artes de Oficios G. Castellini". Se trasladó a Milán en 1907 donde frecuentó la Academia de Bellas Artes de Brera hasta 1909. En dicho ambiente conoció a los pintores Carlo Carrà y Leonardo Dudreville.
En 1912 aprobó el examen que lo facultó como profesor de Diseño Arquitectónico, lo cual le habilitó para impartir clases en Bolonia. En dicho año, junto a G. Possamai formó el grupo Nuove Tendenze. A partir de 1913 comenzó a ejercer la docencia en Bolonia, y junto a un amigo abrió un estudio en Milán.
Se adhirió al futurismo publicando en 1914 el Manifiesto de la arquitectura futurista, en el cual expuso los principios de esta corriente. El futurismo de Sant' Elia se encontraba influenciado por las ciudades industriales estadounidenses y por los arquitectos vieneses Otto Wagner y Joseph Maria Olbrich. Sant'Elia concebía el futurismo como arquitectura en "movimiento", un espacio arquitectónico ligado al tiempo, en un proyecto sistémico de la ciencia tecnológica de las máquinas. 

Le case dureranno meno di noi. Ogni generazione dovrà fabbricarsi la sua città. Questo costante rinnovamento dell'ambiente architettonico contribuirà alla vittoria del Futurismo.
Las casas durarán menos que nosotros. Cada generación tendrá que fabricarse su propia ciudad. Esta constante renovación del ambiente arquitectónico contribuirá a la victoria del futurismo.
Antonio Sant'Elia, Manifesto dell'architettura futurista, 1914. (Tedeschi, 1995, p. 179)

La "Città Nuova" (Ciudad Nueva), de 1913-1914, es el proyecto más importante de este arquitecto. En dicho proyecto se imagina, en una colección de bocetos y proyectos, la Milán del futuro.
Participó voluntariamente en la Primera Guerra Mundial, donde murió.